# Jim Verraros
James Conrad "Jim" Verraros (Crystal Lake, Illinois; 8 de febrero de 1983) es un actor y cantante estadounidense, que sobresalió al ser uno de los 10 finalistas de la primera temporada de American Idol. Al haber sido criado por padres sordos, Verraros puede comunicarse perfectamente por medio de la lengua de signos americana.

## Vida personal
Verraros se convirtió rápidamente en una celebridad en la prensa gay debido a su controversia que surgió cuando se reportó que la compañía Fox lo retirara de su diario en línea que incluyó la discusión sobre su homosexualidad en el verano del 2002. Sin embargo, Jim Verraros más tarde declaró que "no salió del concurso debido a su declaración acerca de su orientación sexual, sino que su salida se debió a que se pensaba que él trataba de obtener más votos gracias a la declaración". Mientras Verraros estuvo con los otros concursantes y empleados de American Idol, él nunca mencionó su homosexualidad en público.
Después de la final del concurso y su posterior gira, se publicó un artículo sobre Verraros en "The Advocate" el 6 de septiembre de 2009, donde se anunció que Verraros se había casado con su novio Bill Brennan con una pequeña ceremonia en Illionis. Su matrimonio lo hicieron legal el día 24 de julio de 2011 en la ciudad de Nueva York.

## Carrera profesional
Verraros realizó su primer álbum, titulado Unsaid and Understood (2004), bajo el sello discográfico Red Queen Music - Sound Axis. En el año 2004 ganó el premio a Debut Masculino en el Outmusic Award for Outstanding New Recording.
El álbum fue editado y mejorado por Koch Records y salió a la venta como Rollercoaster (2005). El debut de Verrarosfue un éxito y su canción "You Turn It On" se convirtió en un hit que llegó al puesto número 25 en el Billboard Hot Club/Dance. El álbum fue producido y coescrito por el cantante y compositor Gabe Lopez y contó con cuatro duetos coescritos por la finalista de American Idol Angela Peel. El álbum fue distribuido asimismo por Koch Records.
El 27 de mayo de 2009, Verraros lanzó dos nuevos sencillos, "Touch (Don't U Want 2)" y "Electric Love", de su tercer álbum, Do Not Disturb. Ambas canciones fueron producidas y escritas por Gabe Lopez.
Como actor, Verraros fue estrella de la "comedia romántica gay" Eating out, dirigida por Q. Allan Brocka y producida por Ariztical Entertainment, así como su secuela de 2006, Eating Out 2: Sloopy Seconds. Verraros fue considerado para la serie Dante's Cove. Verraros ha aparecido cuatro veces en el podcast Feast of Fools, en noviembre y diciembre de 2006 y también en enero de 2007.
Ferraros es fanático de los Chicago Cubs, Chicago Bears, Chicago Blackhawks y Chicago Bulls.

## Filmografía
- American Idol - temporada 1 (2002) - Él mismo
- Eating out (2004) - Kyle
- Eating Out 2: Sloopy Seconds (2006) - Kyle
- Another Gay Sequel: Gays Gone Wild! (2008) - Sacerdote
- Copacabana (2013) - Flavio/Suzie[1]

## Discografía

### Álbumes
| Información del álbum |
| --- |
| Unsaid and Understood - Lanzamiento: 2004 - Discográfica: Red Queen Music - Sound Axis |
| Rollercoaster - Lanzamiento: 26 de abril de 2005 (Estados Unidos y Canadá) - Discográfica: Koch Entertainment - Sencillos: - 2005: "You Turn It On" - 2005: "I Want You" - 2005: "You're Getting Crazy" - 2005: "Outside" - 2005: "Welcome to Hollywood" |
| Do Not Disturb - Lanzamiento: 18 de octubre de 2011 |

## Sitios externos
- Sitio web oficial
- Jim Verraros en Internet Movie Database (en inglés).
- Jim Verraros en Myspace
- Jim Verraros Music en Myspace
- Entrevista en línea con Punk Globe Magazine
- Entrevista con Atlanta Boy

- Datos: Q165774